# Cesarstwo (ustrój)

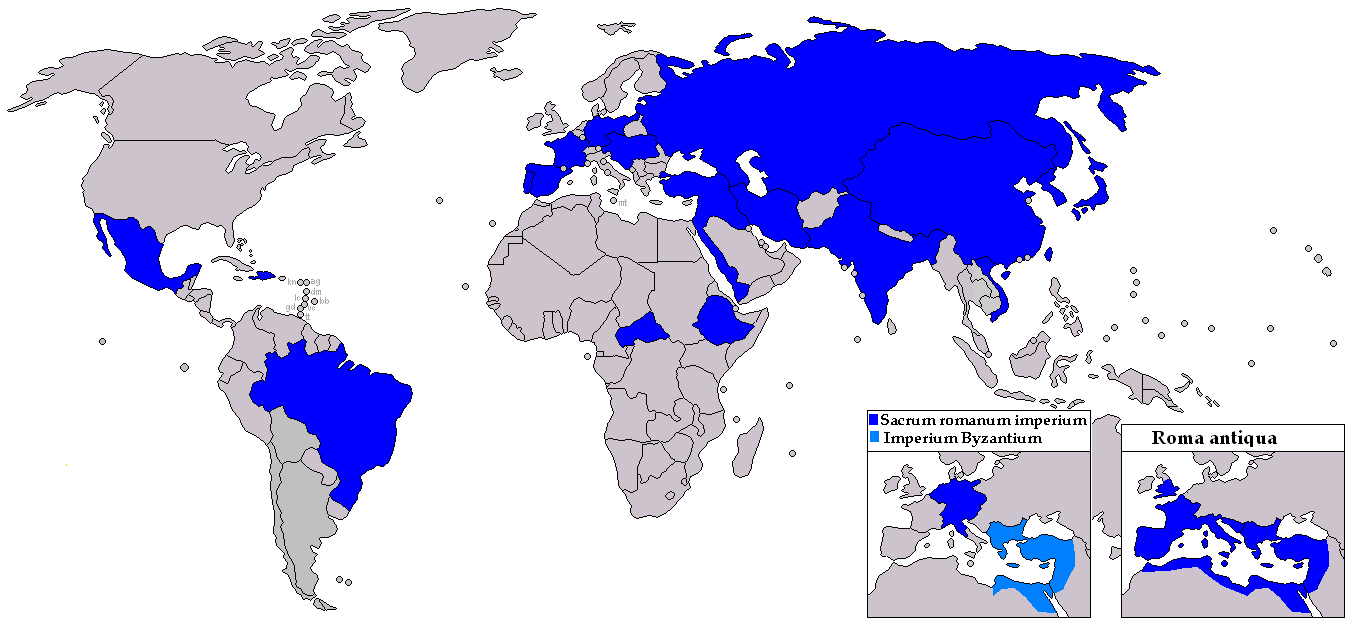
Państwa będące w przeszłości cesarstwami (oprócz Hiszpanii i Portugalii)

Cesarstwo – forma monarchii – państwo, którego panujący monarcha nosi tytuł cesarza lub cesarzowej. Tradycyjnie będące wyższe rangą i prestiżem od królestwa.
Nazwa ta (jak też słowo cesarz), używana m.in. w języku polskim, powstała od przydomka Gajusza Juliusza Cezara.
Pierwszym cesarstwem w Europie stał się starożytny Rzym w wyniku reform i umocnienia swojej władzy przez Oktawiana Augusta. Cesarstwo to, podzielone na zachodnie i wschodnie, przetrwało w zmiennym charakterze do 1453 roku. Cesarstwo rzymskie stało się ideą, do której odwoływali się chcący umocnić i poszerzyć swoją władzę papieże, władcy niemieccy, rosyjscy czy osmańscy; stało się ono przez to synonimem imperium. Do idei tej pośrednio powrócił Napoleon Bonaparte.
Termin cesarstwo przez wzgląd na cesarstwo rzymskie odnosił się więc tradycyjnie w europejskiej historiografii do państw z rozległym terytorium, w którego skład wchodzić mogły królestwa lub inne terytoria zależne. 
Obecnie jedynym na świecie państwem będącym cesarstwem jest Japonia.

## Cesarstwa

### Europa[3]
- Cesarstwo Austrii
- Cesarstwo Bułgarii
- Cesarstwo Francuskie
- Cesarstwo Niemieckie
- Cesarstwo Rosyjskie
- Cesarstwo rzymskie
  - Cesarstwo galijskie
  - Cesarstwo Palmyry
  - Cesarstwo zachodniorzymskie
    - Cesarstwo Karolińskie
    - Cesarstwo Rzymskie Narodu Niemieckiego

  - Cesarstwo Wschodniorzymskie (Bizantyńskie)
    - Cesarstwo Łacińskie
    - Cesarstwo Nicejskie
    - Cesarstwo Tesaloniki
    - Cesarstwo Trapezuntu
- Cesarstwo Serbii

### Azja
- Cesarstwo chińskie
- Cesarstwo Indii
- Cesarstwo Iranu
- Cesarstwo Koreańskie
- Cesarstwo Mandżukuo
- Cesarstwo Wielkich Mogołów
- Cesarstwo Widźajanagaru
- Cesarstwo Japonii
- Cesarstwo Wietnamu

### Ameryka Południowa
- Cesarstwo Brazylii

### Ameryka Północna
- Cesarstwo Haiti
- Cesarstwo Meksyku

### Afryka
- Cesarstwo Etiopii
- Cesarstwo Środkowoafrykańskie

Za cesarstwo uznaje się też w europejskiej historiografii m.in. Imperium Osmańskie, Imperium mongolskie.